# Grevillea kedumbensis
Grevillea kedumbensis là một loài thực vật có hoa trong họ Quắn hoa. Loài này được (McGill.) Olde & Marriott miêu tả khoa học đầu tiên năm 1994.